# Mohamed Abukar
Mohamed Hassan Abukar, detto Mo (San Diego, 1º gennaio 1985), è un ex cestista statunitense con cittadinanza somala.

## Palmarès
- Campionato olandese: 1

Amsterdam: 2007-08
- Campionato svizzero: 4

Lugano Tigers: 2009-10, 2010-11, 2011-12, 2013-2014
- Campionato cipriota: 2

Keravnos: 2016-17, 2018-2019
- Coppa di Lega Svizzera: 2

Lugano Tigers: 2011, 2012
- Coppa Svizzera: 2

Lugano Tigers: 2011, 2012
- Lega Balcanica: 1

Pristina: 2015-16
- Coppa di Cipro: 1

Keravnos: 2018-19